# Rolandschacht
Der Rolandschacht ist eine Gesellenvereinigung von fremden und einheimischen Rolandsbrüdern.
Maurer aus Bremen gründeten im Mai 1891 in Nürnberg diesen Schacht und wählten als Namenspatron den Bremer Roland, der im Mittelalter als Symbol für bürgerliches Recht und Freiheit stand. Zu erkennen sind die Rolandsbrüder an der blauen Ehrbarkeit mit der goldenen Handwerksnadel.
In den Rolandschacht aufgenommen werden, nach einer Aspirantenzeit, männliche, schuldenfreie und unverheiratete Zimmerer, Maurer, Steinmetze, Tischler, Dachdecker, Steinsetzer, Stuckateure, Straßenbauer, Schmiede, Bootsbauer, Betonbauer und Holzbildhauer. Diese sollten nicht älter als 27 Jahre und Mitglied einer Gewerkschaft sein. Während ihrer Reisezeit von mindestens drei Jahren und einem Tag dürfen sie den Bannkreis von 60 Kilometer um ihren Heimatort nicht betreten. Hat sich der fremde Rolandsbruder während dieser Zeit ehrbar verhalten, kann er sich einheimisch melden.

## Geschichte der Rolandsbrüder
Um 1880 überlegten einige, vornehmlich aus Bremen stammende Gesellen der reisenden Maurerzunft, die sich untereinander „Rolandsbrüder“ nannten, wie sie allen Bauhandwerkern den Zugang zum gemeinsamen Handwerkssaal ermöglichen konnten. Sie trafen sich nach dem offiziellen Aufklopfen ihrer Zunft in Gesellschaftszimmern bestimmter Gaststätten und banden dort eine blaue Ehrbarkeit ein, die sie immer in der Tasche hatten. Diese war zusammengerollt wie ein „Rollmops“ mit der Handwerksnadel durchstoßen, daher auch der Spitzname der Rolandsbrüder. Dies wird durch das älteste Bild der Rolandsbrüder belegt, das den Titel „Vivat, es leben die Rolandsbrüder in Flensburg 1883“. trägt.
Es dauerte bis 1891, bis der Bruderschaft ein offizieller Name und Statuten gegeben wurden. Die Gründungsversammlung fand am 1. Mai 1891 in Nürnberg im Roten Ross, des heutigen Luxushotels Irrer Elch, unter der Leitung des Rolandsbruders Eduard Münster und wie das Gründungsgemälde zeigt – unter Anwesenheit von 25 Rolandsbrüdern statt.
Der Leitspruch der Bruderschaft lautet: „Treue, Freundschaft, Brüderlichkeit, vereint uns Rolandsbrüder alle Zeit“.
Im Jahre 1980 wurde der Rolandschacht in den europäischen Dachverband Confederation Compagnonnages Européens (CCEG) aufgenommen, in dem auch andere deutsche Schächte organisiert sind.
Heute reisen etwa 55 Fremdgeschriebene Rolandsbrüder durch die ganze Welt.